# White Dwarf
«White Dwarf» (найпоширеніший переклад — «Білий карлик») — журнал, що видається британською компанією Games Workshop і спеціалізується на її настільних іграх.
Журнал видається з 1977 року. Початково він був присвячений різноманітним рольовим іграм (RPG), таким як Advanced Dungeons & Dragons (AD&D), RuneQuest та Traveller. З кінця 1980-х зосередив увагу на настільних стратегічних іграх видавництва Games Workshop — Warhammer 40,000, Warhammer Fantasy Battle і The Lord of the Rings SBG.

## Історія
В 1975 британці Ян Лівінгстон і Стів Джексон заснували компанію Games Workshop. Компанія поширювала продукти TSR, зокрема ігри Dungeons & Dragons. Для ознайомлення публіки зі своїми товарами Лівінгстон і Джексон взялися випускати інформаційний лист «Owl and Weasel» (вийшло 25 номерів), поки у квітні 1977-го компаньйони не вирішили реформувати своє видання через успіх бізнесу. На основі «Owl and Weasel» вирішено було створити повноцінний журнал, який Лівінгстон і Джексон назвали «White Dwarf». В назві відбувається гра слів — астрономічний термін «білий карлик» перегукується з фентезійною расою дворфів (карлики, інколи гноми).
Перший номер журналу вийшов у червні 1977 тиражем близько 4000 примірників. Редактором до 74-го номера був Лівінгстон. Спочатку журнал був присвячений фантастичним і фентезійним рольовим іграм взагалі, проте, через перехід Games Workshop до випуску власної продукції у вигляді варгеймів, зміст «Білого Карлика» змінився. Темою журналу стали Warhammer Fantasy Battle, Warhammer 40,000 і The Lord of the Rings Strategy Battle Game.
На сторінках «Білого Карлика» з першого номера з'явилися повноцінні огляди і статті, присвяченим різним ігровим всесвітам. Протягом більш ніж десятка років журнал виконував помітну роль у популяризації серед молоді рольових ігор.
Британський фантаст і критик Девід Ленгфорд вів огляд новинок з 1983 по 1988. На сторінках «White Dwarf» публікувалися комікси та художні тексти у вигляді ігрових сценаріїв.
Вкінці 1980-х концепція журналу була істотно змінена. Остаточно з роллю популяризатора ігор як D & D «Білий Карлик» закінчив в 1993 році, у сотому номері. Відтоді журнал став орієнтуватися більше на шанувальників Warhammer (Fantasy Battles і 40,000): правила ігор, сценарії, кампанії, фотографії мініатюр і моделей, поради, новини. В такому вигляді журнал існує понині.
Журнал в основному розповсюджується за передплатою, хоча частина тиражу надходить і у вільний продаж.
1 лютого 2014 журнал став видаватися щотижнево. В червні 2016 стало відомо, що з 2 вересня журнал змінить формат. Він повернувся до видання щомісяця, але став більшим, маючи 156 сторінок. В ньому публікується більше фотографій, новин, майстер-класів, звітів змагань з настільних ігор і розфарбовування мініатюр, додаткових правил ігор, а також коментарі дизайнерів.

## Зміст
Журнал публікує новини настільних ігор з мініатюрами, літератури за вигаданими всесвітами цих ігор, керівництва з розфарбовування мініатюр та спеціальні правила гри. Надаються інтерв'ю з письменниками та співробітниками Games Workshop. Час від часу проводяться конкурси з розфарбовування мініатюр.